# Frankfort (Illinois)
Frankfort è un comune degli Stati Uniti d'America, situato in Illinois, nella contea di Will e in parte nella contea di Cook.